# Ascochilus leytensis
Ascochilus leytensis är en orkidéart som först beskrevs av Oakes Ames, och fick sitt nu gällande namn av Leslie Andrew Garay. Ascochilus leytensis ingår i släktet Ascochilus och familjen orkidéer.
Artens utbredningsområde är Filippinerna. Inga underarter finns listade i Catalogue of Life.